# Тулва
Ту́лва — река в России, протекает по Уинскому, Бардымскому и Осинскому районам Пермского края. Устье реки находится в 493 км по левому берегу Воткинского водохранилища (Тулвинский залив) на Каме. Длина реки составляет 118 км, площадь водосборного бассейна 3530 км². Средняя высота водосбора — 200 м. Средний уклон — 0,8 м/км..
Высота устья — 89,3 м над уровнем моря.

## География
Начинается на юге края, в Уинском районе, на юге Тулвинской возвышенности. Исток находится в 10 км к юго-западу от села Аспа, исток находится на водоразделе бассейнов Тулвы и Белой, рядом берёт начало река Тюй.
В верхнем течении течёт на запад, у села Султанай, где принимает слева реку Ашап, поворачивает на север и сохраняет это направление течения до устья. В верхнем течении ширина реки 10-20 метров, ниже села Аклуши расширяется до 25-40 метров и начинает образовывать старицы и боковые затоны. Ниже села Барда ширина реки составляет 50-70 метров.
На реке стоят многочисленные сёла и деревни, крупнейшее из них — село Барда, районный центр Бардымского района. Прочие крупные населённые пункты на реке — сёла Константиновка, Сараши, Султанай, Аклуши, Краснояр-I, Краснояр-II, Ишимово, Крылово.
Впадает в Воткинское водохранилище в районе города Оса, благодаря подпору водохранилища образует в низовьях залив длиной более 20 км и шириной до 5 км.

## Притоки (км от устья)
- 1 км: река Глубокая (лв)
- 11 км: река Малая Амзя (лв)
- 20 км: река Тунтор (пр)
- 23 км: река Большая Амзя (лв)
- 28 км: река Чириз (лв)
- 34 км: река Сюздеелга (лв)
- 38 км: река Казьмакты (лв)
- 43 км: река Барда (лв)
- 57 км: река Аклуши (лв)
- 59 км: река Тюндюк (лв)
- 61 км: река Ашап (лв)
- 62 км: река Малая Нюню (пр)
- 65 км: река Большая Нюню (пр)
- 73 км: река Сарашка (лв)
- 79 км: река Ермия (лв)
- 90 км: река Сайгатка (лв)
- 92 км: река Искильда (пр)
- 96 км: река Чапчельда (лв)

До создания Воткинского водохранилища притоком Тулвы также являлась река Сидяха, сейчас она впадает слева в Тулвинский залив водохранилища в 7,4 км от его начала.

## Данные водного реестра
По данным государственного водного реестра России относится к Камскому бассейновому округу, водохозяйственный участок реки — Кама от Камского гидроузла до Воткинского гидроузла, речной подбассейн реки — бассейны притоков Камы до впадения Белой. Речной бассейн реки — Кама.
Код объекта в государственном водном реестре — 10010101012111100014639.